# 中村禮子
中村禮子（日语：／ Nakamura Reiko，1982年5月17日—），出生在神奈川縣橫濱市都筑區，日本女子游泳選手，畢業於湘南工科大學附屬高等學校與日本体育大學，擅長的項目是仰泳。

## 外部連結
- databaseOlympics